# Zunyikonferensen

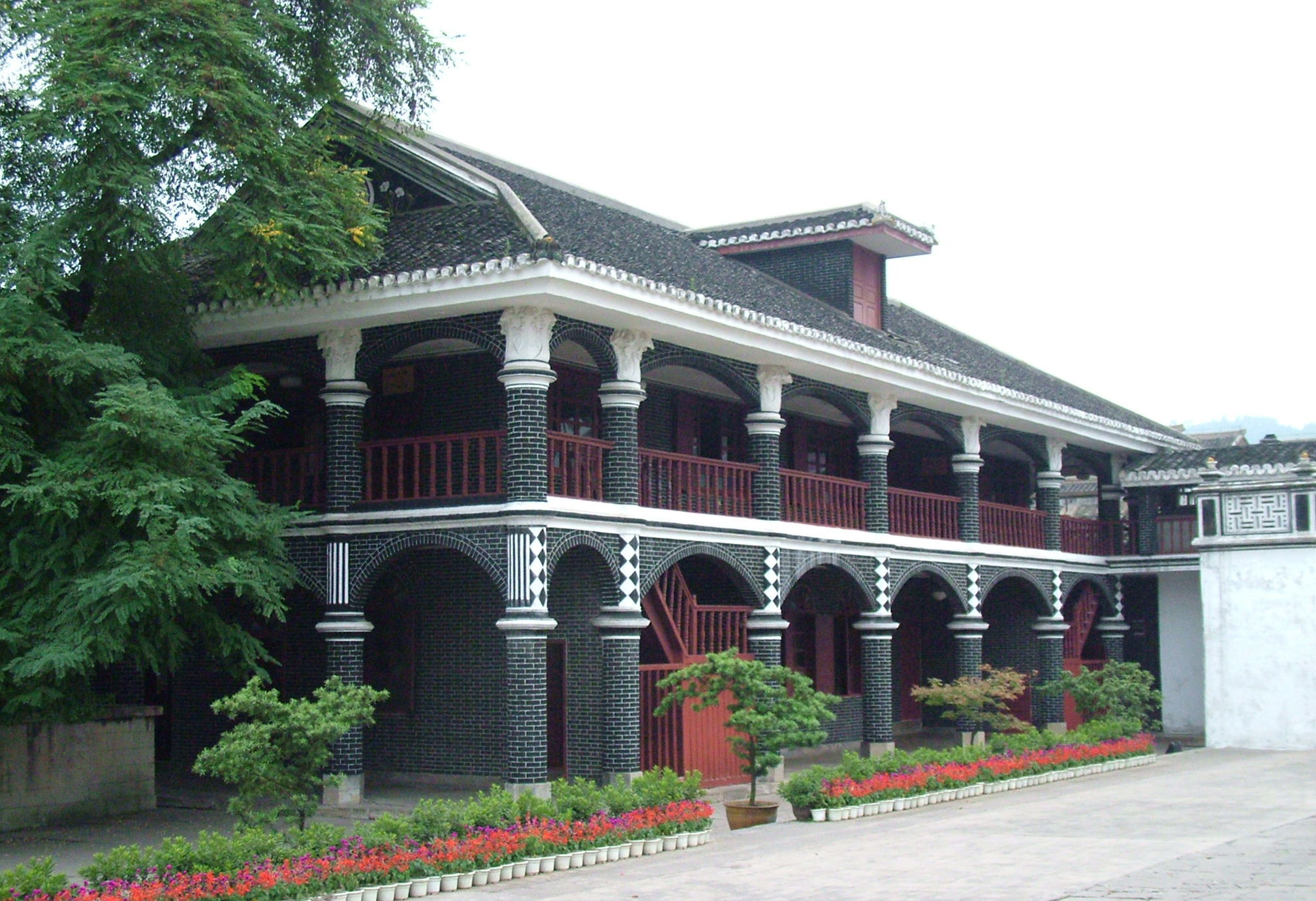
Mötesplatsen i Zunyi

Zunyikonferensen (kinesiska: 遵义会议?, pinyin: Zūnyì huìyì), var ett utvidgat möte med Politbyrån i Kinas kommunistiska parti som hölls i landsortsstaden Zunyi i provinsen Guizhou i Kina från 15 till 17 januari 1935. Det utgjorde ett viktigt slag i den pågående maktkampen mellan den Komintern-trogna partiledningen kring Bo Gu och en rivaliserande fraktion. Zunyi-mötet blev början till Mao Zedongs uppstigande till ledningen i Kinas kommunistiska parti.
Konferensen sammankallades i Zunyi sedan Röda armén lidit svåra förluster under Den långa marschen, en reträtt från den Kinesiska sovjetrepubliken i Jiangxi som inletts i oktober 1934. På bara ett månader hade kommunisterna förlorat 50.000 av sina 80.000 soldater i fältslag med den Nationella revolutionära armén i Guangxi- och Hunan-provinserna. Den dåvarande arméledningen, som bestod av Bo Gu,  Otto Braun och Zhou Enlai ställdes till svars för nederlagen och Braun och Bo förlorade sina uppdrag. Zhang Wentian fick ersätta Bo Gu som ledare för partiet och Mao Zedong valdes för första gången in i Politbyråns ständiga utskott. Zhou Enlai och Zhu De lyckades behålla sin ställning i partiledningen och Wang Jiaxiang fick också inflytande för det militära ledarskapet. Från och med mötet i Zunyi fick Mao en allt viktigare roll i Kinas kommunistiska parti i allians med Zhou Enlai.
Zunyikonferensen har i Folkrepubliken Kinas historieskrivning beskrivits som en kanske ännu viktigare vändpunkt än den egentligen var. Den har beskrivits som tidpunkten då de ideologiskt förvirrade representanterna för Sovjetunionens linje blev av med makten, eftersom de skadade den kommunistiska saken. Detta banade väg för en vändpunkt i den kommunistiska kampen - först nu blev den kinesiska revolutionen befriad från bristen på realism i de sovjetiska idéerna. Konferensen har blivit ett mål för Kinas  "röda turism".